# Ronde stenen molen
Een ronde stenen molen is een verzamelnaam voor windmolens waarvan de romp bestaat uit een rond stenen bouwwerk, met daarboven een vast opgesteld of van binnenuit verstelbaar wiekenkruis zoals bij een torenmolen, of een draaibare molenkap zoals bij een grondzeiler, een beltmolen of een stellingmolen. Ronde stenen molens met kruiwerk zijn altijd bovenkruiers. In de romp bevindt zich het gaande werk, de maalinrichting en vaak ook nog de woning van de molenaar.
Ronde stenen molens zijn in West-Europa in de loop van de 13e eeuw ontwikkeld. De vroegste vorm is de torenmolen. Het grootste voordeel boven zijn tegenhanger, de standerdmolen, is de vaste opstelling van de maalinrichting, waardoor de molen gemakkelijker op de wind is te kruien en bij korenmolens het graan en het meel eenvoudiger naar resp. van de maalinrichting kan worden getransporteerd. Een ander voordeel is de grotere stevigheid, waardoor ronde stenen molens minder gemakkelijk omwaaien. Het grootste nadeel is het grote gewicht, waardoor dit type molen gevoelig is voor verzakkingen. Later is het houten achtkant als tegenhanger van de stenen molen ontwikkeld. Houten molens zijn veel lichter en kunnen, indien nodig, worden verplaatst.

## Onderhoud
Bovenaan de molenromp zitten gaten voor het onderhoud van de molen. Door de gaten worden palen of balken gestoken waarover planken worden gelegd. Vervolgens kan vanaf deze stelling bijvoorbeeld de onderkant van de kap geverfd worden.

## Molentypen
De volgende typen ronde stenen molens worden onderscheiden:
- Torenmolen: de oudste vorm, cilindrisch gebouwd, soms vast opgesteld in de heersende windrichting; anders uitgevoerd als binnenkruier
- Beltmolen: conisch gebouwde molen, waaromheen een aarden wal is opgeworpen, waarvandaan de molen wordt bediend
- Grondzeiler: conisch gebouwde molen, met bediening vanaf de grond
- Stellingmolen: conisch gebouwde molen, met bediening vanaf een omloop of stelling

## Foto's

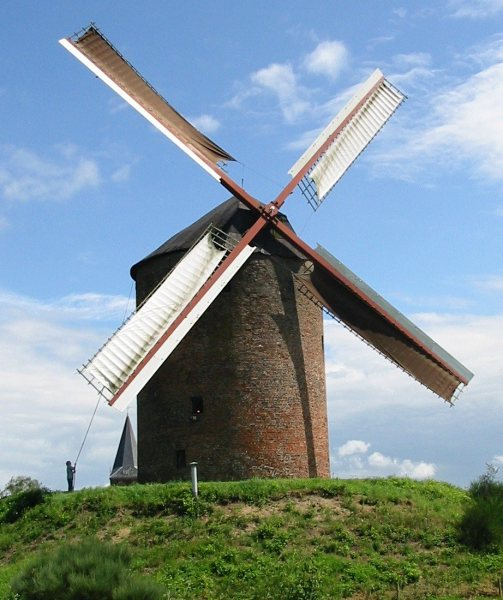
De Grafelijke Korenmolen in Zeddam
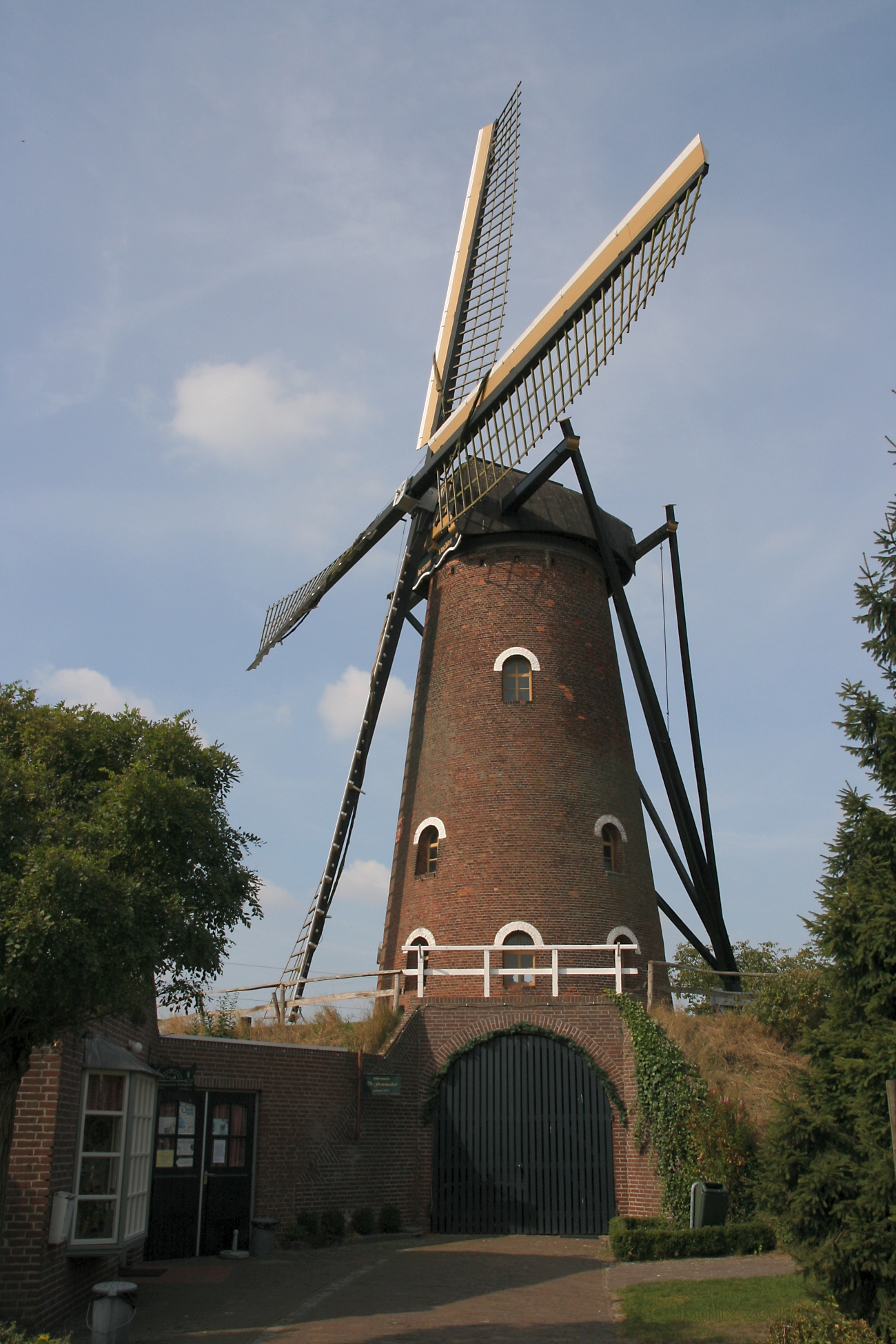
Beltmolen De Grenswachter in Luyksgestel
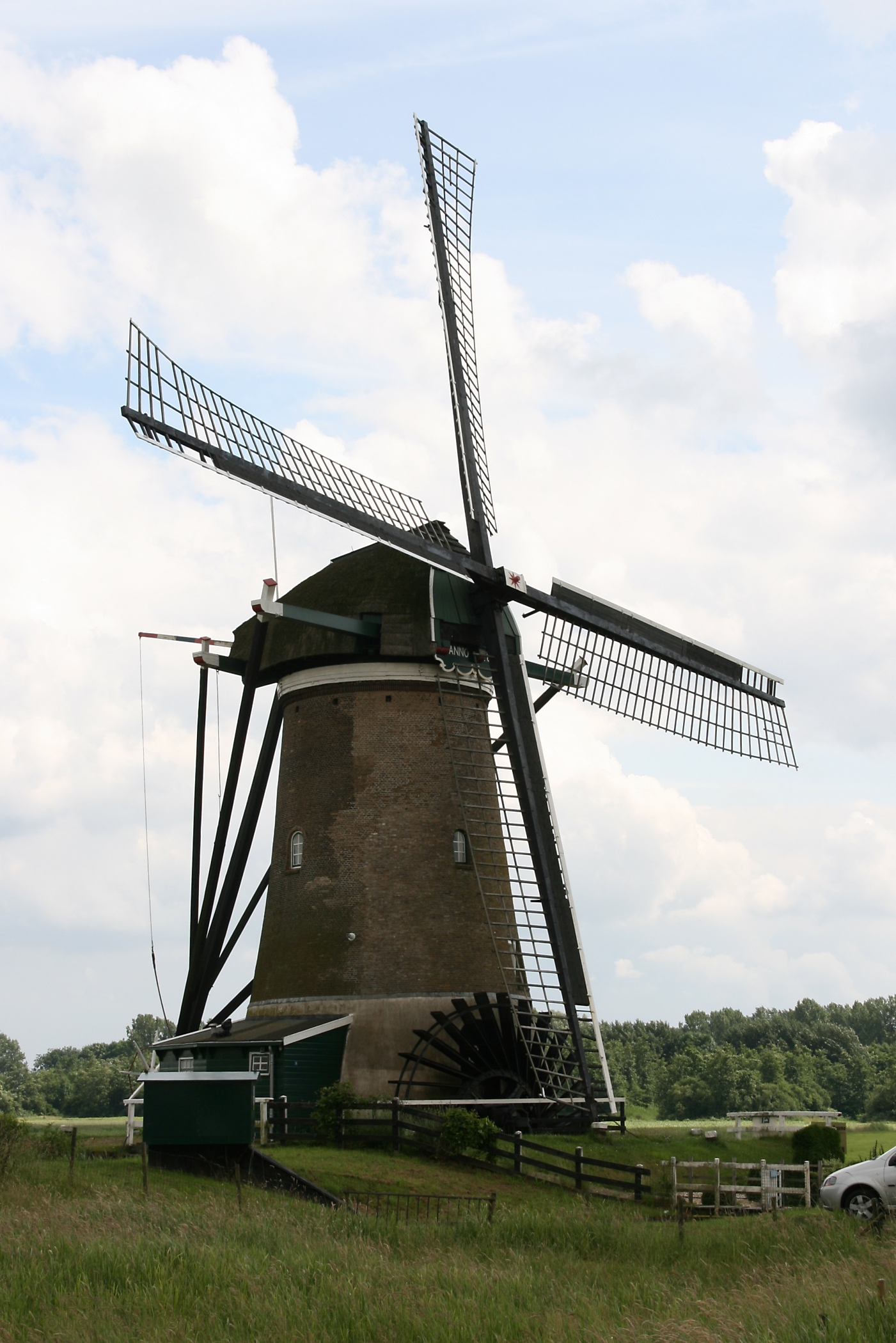
Grondzeiler De Peilmolen in Oud-Alblas
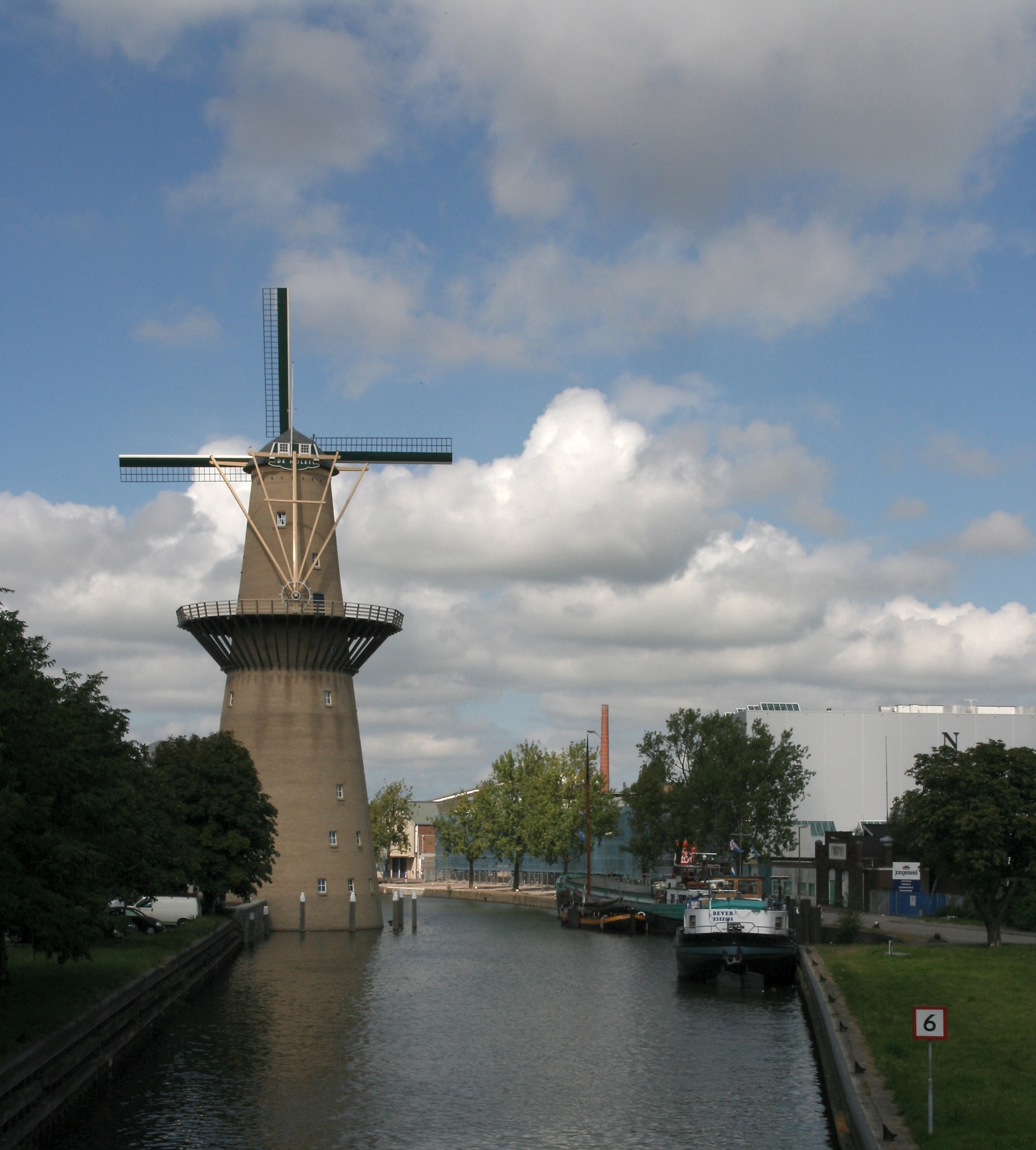
Stellingmolen Noletmolen in Schiedam
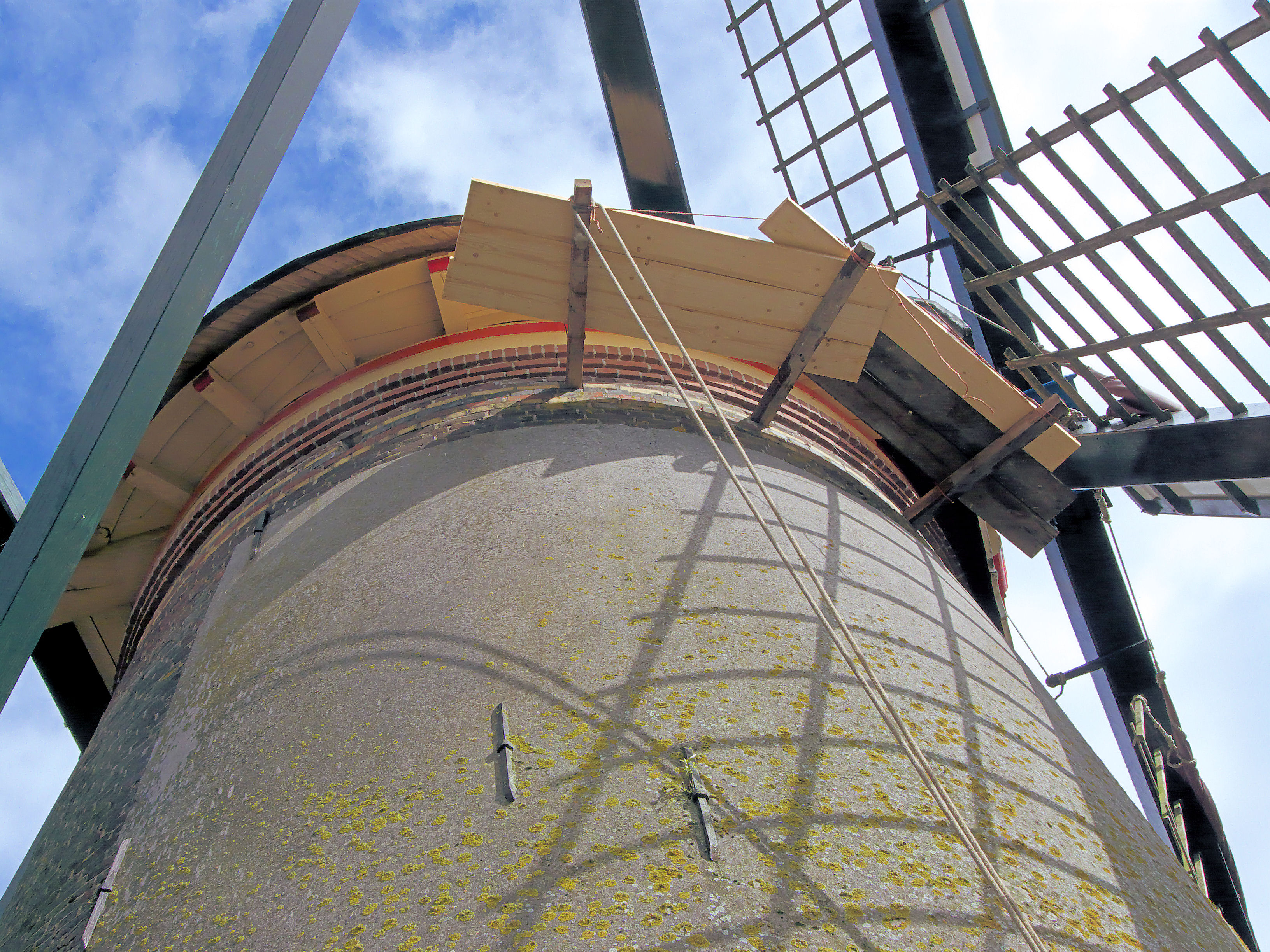
Stelling voor o.a. het verven van de onderkant van de kap
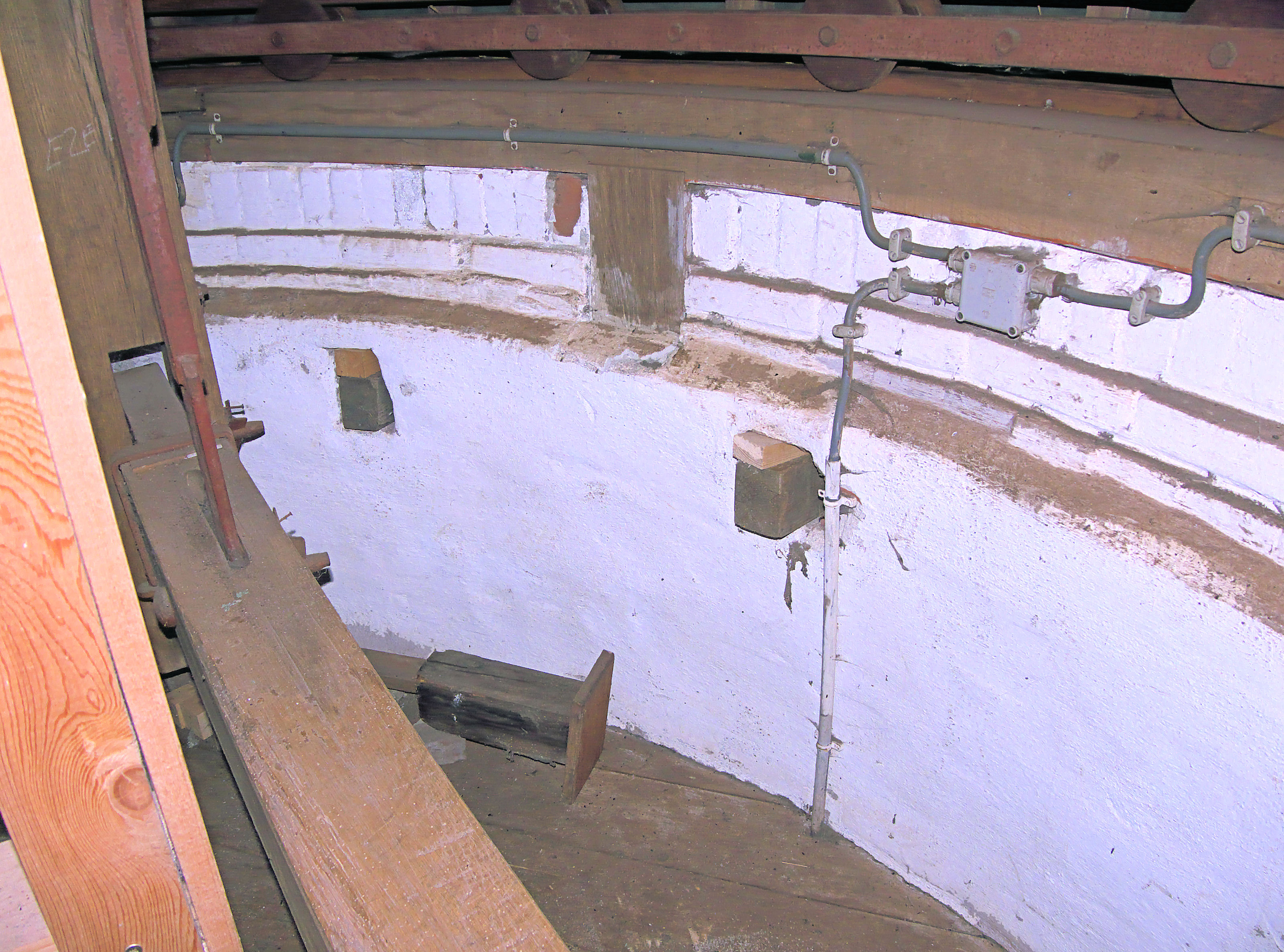
Gaten voor de stelling met de stellingbalken

Amerikaanse windmotor ·
beltmolen ·
bovenkruier ·
grondzeiler ·
paltrokmolen ·
spinnenkop ·
standerdmolen ·
kotmolen ·
stellingmolen ·
houten achtkant ·
ronde stenen molen ·
tjasker ·
torenmolen ·
weidemolen ·
wipmolen ·
monniksmolen (Friese mounts) ·
tonmolen ·
windturbine ·
Bosman-molentje

Verwant artikel: Windmolens in Nederland